# Пугин, Алексей Анатольевич
Алексе́й Анато́льевич Пу́гин (род. 7 марта 1987, Киров) — российский футболист, полузащитник.

## Карьера
Окончил кировскую футбольную школу, где тренировался у Юрия Викторовича Шабалина и Олега Аркадьевича Овечкина. Неоднократно получал приглашения от местного «Динамо», но выбрал кировский «Машиностроитель», который выступал в первенстве КФК. Приглашался в вологодское «Динамо» и костромской «Спартак». В итоге футболист выбрал «Динамо». Зимой 2011 года прошёл два сбора в клубе «Спартак-Нальчик», но, не дождавшись предложения подписать контракт, уехал со сбора. Затем получил приглашение от владикавказской «Алании» и даже побывал на сборе с командой, но отказался подписывать контракт, так как руководство видело его в роли запасного игрока. За два года в Вологде забил 24 гола и стал лучшим бомбардиром команды этого периода.
В 2012 году Пугин перешёл в брянское «Динамо», которое выступало в ФНЛ, где доиграл вторую часть сезона 2011/12. За это время сыграл за команду в 13 матчах.
Перед началом сезона 2012/13 перебрался в волгоградский «Ротор». Зимой 2013 года на учебно-тренировочном сборе волгоградской команды получил травму колена, после которой долго восстанавливался и пропустил концовку сезона 2012/13 и начало сезона 2013/14. На следующий сезон волгоградский клуб из-за недофинансирования был исключён из ФНЛ, и Пугин, пройдя просмотр, подписал двухлетний контракт с московским «Торпедо». 2 августа 2014 года дебютировал в составе «Торпедо» в Премьер-лиге, отыграв 61 минуту в матче против ЦСКА. Всего в Премьер-лиге в сезоне 2014/15 сыграл 19 матчей и забил три гола.
10 июля 2015 года стало известно, что футболист подписал контракт на два года с «Томью». Дебютировал в составе томского клуба 11 июля 2015 года в матче со «Спартаком-2», заменив на поле Павла Нехайчика. В этом же матче забил свой первый гол за клуб. 17 августа 2015 года, в матче с «Торпедо» Армавир оформил хет-трик. Всего в сезоне 2015/16 принял участие в 35 матчах «Томи» в первенстве ФНЛ и отметился семью забитыми мячами. Кроме того, Пугин играл в двух стыковых матчах «Томи» против «Кубани» за право выйти в Премьер-лигу. В ответной встрече отметился голевой передачей, чем помог команде выйти в РФПЛ. В сезоне 2016/17 забил 4 мяча в 21 матче и стал лучшим бомбардиром команды в сезоне. Летом 2017 года разорвал контракт с томским клубом. 17 августа перешёл в московский «Арарат», в ноябре расторг контракт.
2 февраля 2018 года вернулся в состав «Томи». В июне перешёл в «Балтику», в конце года контракт был расторгнут. В июне 2019 года подписал контракт с «Шинником». В мае 2020 года было объявлено об уходе Пугина из команды.
В последнее время играет в 3 любительском дивизионе в турнире "Золотое кольцо", за кировские команды , в сезоне 2022 играл за Динамо(Киров), помог команде завоевать золотые медали, и перейти во 2 дивизион, в сезоне 2023 за КССС(Кирово-Чепецк), снова золото и кубок 3 лиги, информации о приглашении на контракт в профессиональные команды на текущий момент нет.

## Достижения
«Томь»
- Первенство ФНЛ: Бронзовый призёр: 2015/16

## Клубная статистика
| Выступление      | Выступление      | Выступление      | Лига | Лига | Кубки | Кубки | Еврокубки | Еврокубки | Прочие | Прочие | Итого | Итого |
| Клуб             | Лига             | Сезон            | Игры | Голы | Игры  | Голы  | Игры      | Голы      | Игры   | Голы   | Игры  | Голы  |
| ---------------- | ---------------- | ---------------- | ---- | ---- | ----- | ----- | --------- | --------- | ------ | ------ | ----- | ----- |
| Динамо (Вологда) | ПФЛ              | 2010             | 31   | 11   | 1     | 0     | 0         | 0         | 0      | 0      | 32    | 11    |
| Динамо (Вологда) | ПФЛ              | 2011/12          | 32   | 13   | 1     | 0     | 0         | 0         | 0      | 0      | 33    | 13    |
| Динамо (Вологда) | Итого            | Итого            | 63   | 24   | 2     | 0     | 0         | 0         | 0      | 0      | 65    | 24    |
| Динамо (Брянск)  | ФНЛ              | 2011/12          | 13   | 0    | 0     | 0     | 0         | 0         | 0      | 0      | 13    | 0     |
| Динамо (Брянск)  | Итого            | Итого            | 13   | 0    | 0     | 0     | 0         | 0         | 0      | 0      | 13    | 0     |
| Ротор            | ФНЛ              | 2012/13          | 19   | 1    | 1     | 0     | 0         | 0         | 0      | 0      | 20    | 1     |
| Ротор            | ФНЛ              | 2013/14          | 16   | 2    | 2     | 0     | 0         | 0         | 0      | 0      | 18    | 2     |
| Ротор            | Итого            | Итого            | 35   | 3    | 3     | 0     | 0         | 0         | 0      | 0      | 38    | 3     |
| Торпедо (Москва) | Премьер-лига     | 2014/15          | 19   | 3    | 0     | 0     | 0         | 0         | 0      | 0      | 19    | 3     |
| Торпедо (Москва) | Итого            | Итого            | 19   | 3    | 0     | 0     | 0         | 0         | 0      | 0      | 19    | 3     |
| Арарат (Москва)  | ПФЛ              | 2017/18          | 8    | 1    | 2     | 0     | 0         | 0         | 0      | 0      | 10    | 1     |
| Арарат (Москва)  | Итого            | Итого            | 8    | 1    | 2     | 0     | 0         | 0         | 0      | 0      | 10    | 1     |
| Томь             | ФНЛ              | 2015/16          | 35   | 7    | 0     | 0     | 0         | 0         | 2      | 0      | 37    | 7     |
| Томь             | Премьер-лига     | 2016/17          | 21   | 4    | 0     | 0     | 0         | 0         | 0      | 0      | 21    | 4     |
| Томь             | ФНЛ              | 2017/18          | 9    | 3    | 0     | 0     | 0         | 0         | 0      | 0      | 9     | 3     |
| Томь             | Итого            | Итого            | 65   | 14   | 0     | 0     | 0         | 0         | 2      | 0      | 67    | 14    |
| Балтика          | ФНЛ              | 2018/19          | 8    | 2    | 1     | 0     | —         | —         | 0      | 0      | 9     | 2     |
| Балтика          | Итого            | Итого            | 8    | 2    | 1     | 0     | 0         | 0         | 0      | 0      | 9     | 2     |
| Шинник           | ФНЛ              | 2019/20          | 4    | 1    | 0     | 0     | —         | —         | 0      | 0      | 4     | 1     |
| Шинник           | Итого            | Итого            | 4    | 1    | 0     | 0     | 0         | 0         | 0      | 0      | 4     | 1     |
| Всего за карьеру | Всего за карьеру | Всего за карьеру | 215  | 48   | 8     | 0     | 0         | 0         | 2      | 0      | 225   | 48    |